# Кляйнбартлофф
Кляйнбартлофф (нім. Kleinbartloff) — громада в Німеччині, розташована в землі Тюрингія. Входить до складу району Айхсфельд. Складова частина об'єднання громад Айхсфельдер-Кессель.
Площа — 12,59 км2. Населення становить Невірний параметр metadata 16 061 059 ос. (станом на 31 грудня 2021).

## Галерея

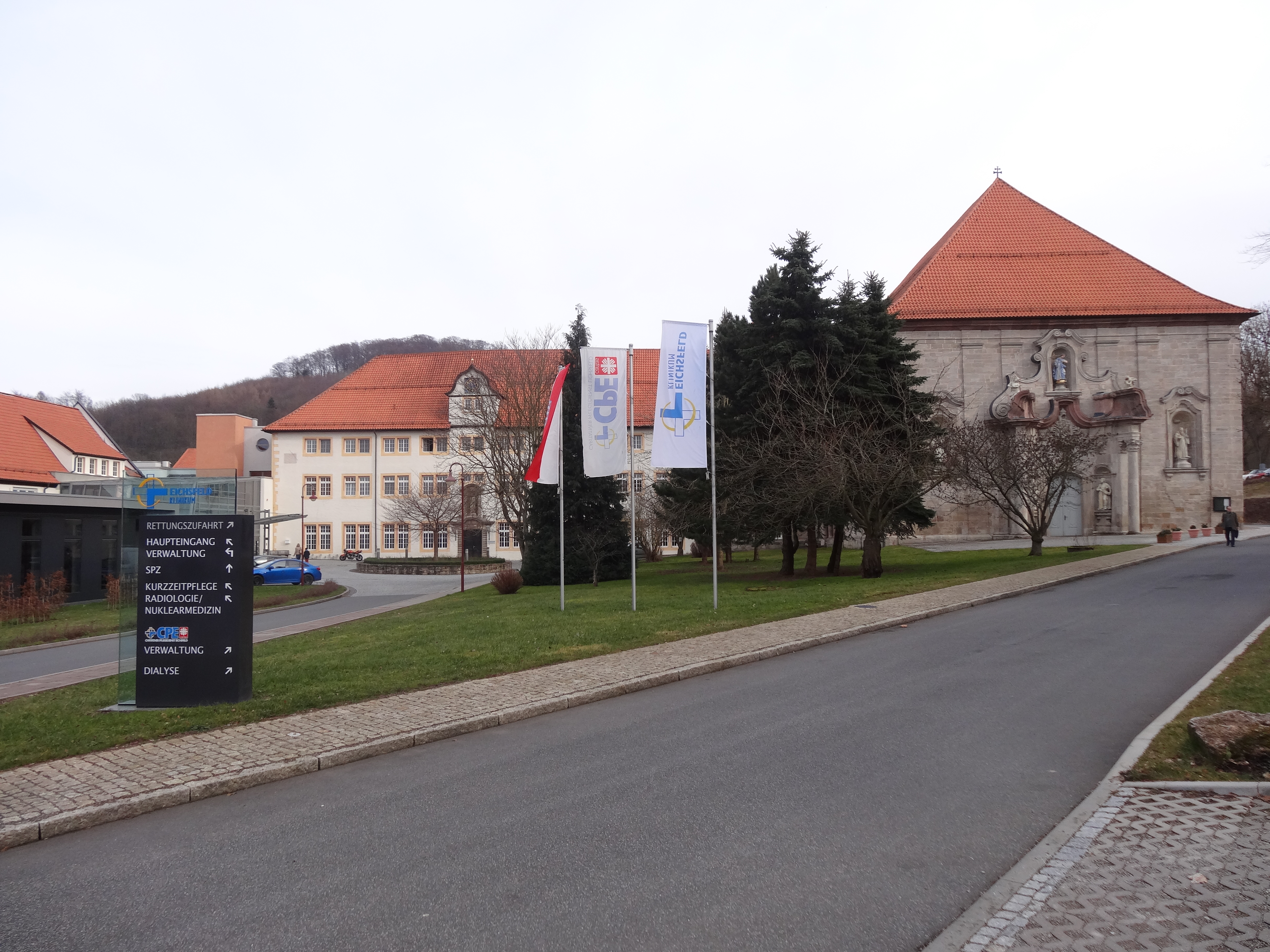
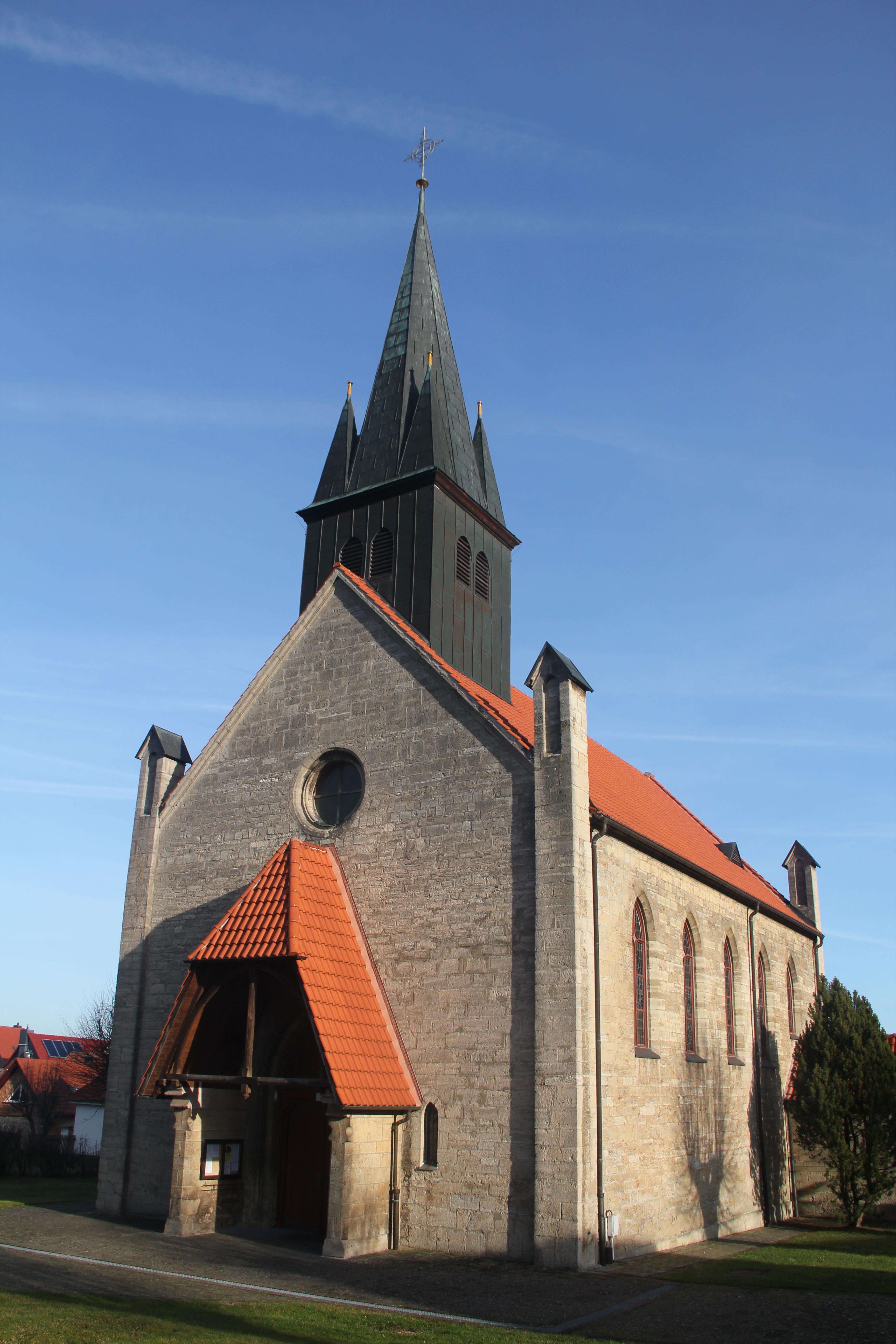
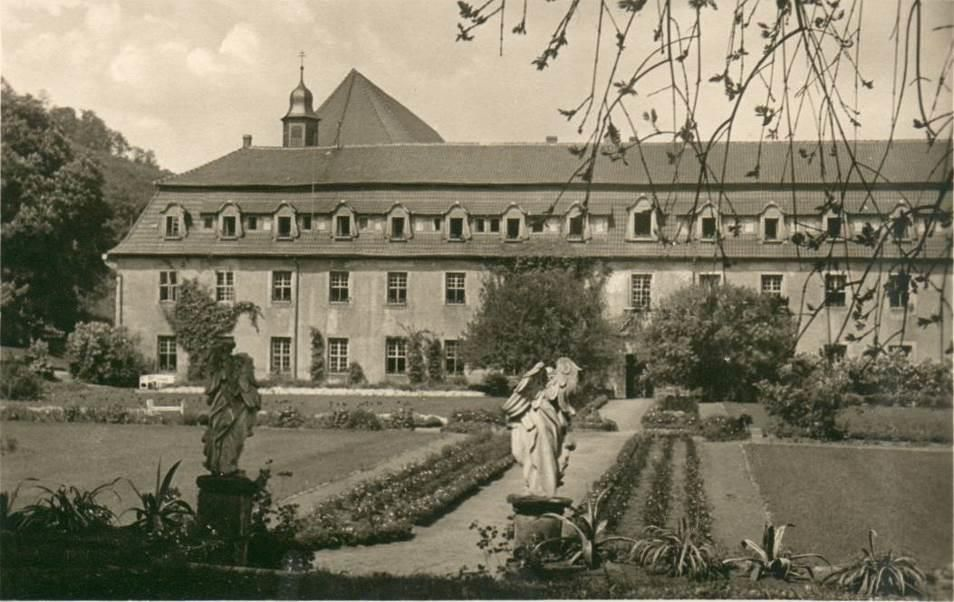